# Carole Agito Amela
Carole Agito Amela, née le 24 janvier 1973 à Kinshasa, est une femme politique de la congolaise. Elle est élue sénatrice depuis 2019 pour la province de Bas-Uele, questeur à la chambre haute (Sénat) du parlement congolais de 2021 à 2024.
Carole Agito fait partie de la direction générale, directrice générale adjointe puis directrice générale de la société nationale d'assurances de 2008 à 2019.

## Biographie

### Formation
Carole est détentrice d'un diplôme de graduat en sciences infirmières et d'une licence en biodiversité et environnement.

### Carrière
Carole a dirigé la Société nationale d'assurances (sonas) de 2008 à 2019. Elle a succédé au comité Herman Mbonyo après sa suspension, et a instauré la politique du "jeudi sinistre" pour l'indemnisation des sinistrés, ce qui lui a valu le surnom de "Madame Jeudi Sinistre",. Sa gestion aurait fait l'objet de plus de 23 audits par des cabinets internationaux. Son passage a été marqué par des grèves massives d'agents réclamant le paiement d'arriérés de salaires et sa démission,.

## Politique
En février 2021, elle s'est portée candidate au poste de questeur du Sénat, seule femme en lice pour ce poste, sa candidature a suscité des polémiques pour contester sa gestion passée. Devenue questeur du Sénat, elle a géré le social des sénateurs et alerté les Nations unies sur la situation sécuritaire dans sa province du Bas-Uele face à l'afflux de réfugiés.
Elle est élue députée nationale de Buta ville en janvier 2024 avec 11.524 voix, en se hissant sur le podium des candidats les mieux élus de l'ensemble de la République. Elle est ensuite réélue sénatrice du Bas-Uele en avril 2024 avec 4 voix.
Depuis 2025, Carole fait partie du présidium de la plateforme politique union sacrée de la nation du président Félix Tshisekedi,.